# Cerevo
Cerevo（セレボ）は、日本のネット家電ベンチャー企業。製品の試作品を作るのに3DプリンターやCNC工作機械を用いて低コストで製品開発を行っているのが特徴。

## 概要
パナソニックの家電エンジニアだった岩佐琢磨は、「昨年より高性能」を掲げた商品開発が中心で、新領域に挑戦できない企業体質に閉塞感を抱いていた。大手企業はリスクを考えてしまうため、「ゼロから1」を生み出すようなモノ造りをやるならベンチャーだという考えに至り、これが起業のきっかけとなった。
「ナンバーワンかつオンリーワンの製品」を目指しており、岩佐発案の製品は2018年時点で全製品の約6割を占めている。製品の多くはニッチな需要を狙ったものであり、ニッチ過ぎるが故に他の大手企業からの追随も少ないことから、平均製品ライフサイクルが3年と家電業界としては異例の長さにもなっている。また、こういったニッチな需要のため、日本以外の国からの販売代理店から取引を持ちかけられることも少なくない。こういった場合、国によってはその国の現地企業に期間限定で独占販売権を付与することもある。広告費や営業コストは抑止しながらも、2018年時点では世界50か国に商品展開されている。
IoT技術を中心とした家電製品その他にも3Dプリンタを利用した自転車やの企画・開発・販売を主力としており、2017年3月現在では販売先の国と地域は60ヶ国を超えている。
2018年2月にハードウェアのアジャイル生産を手がける子会社として株式会社Shiftall（シフトール）を設立した。同年4月には、子会社のShiftallの全株式をパナソニックに売却するにあたり、Cerevoの創業者兼初代CEOだった岩佐琢磨はCerevo CEOを退任し、Shiftallの代表取締役CEOとしてパナソニックに戻る。
2018年4月、青木和律が代表取締役CEOに就任した。
2020年1月、大沼慶祐が代表取締役に就任した。
2020年11月、同業の株式会社UPQと合併、権利義務全部を承継して存続することを公告した。
2021年5月、代表取締役社長・大沼 慶祐を筆頭株主としたMBOを発表した。
2022年11月、ヒビノ株式会社の連結子会社となることを発表した。技術力や販売ネットワークを拡大するためと公告している。

## 主な事業
製品企画・開発・製造及び販売
　自社ブランドでの通信機能を持つハードウェア製品（コネクテッド・ハードウェア）の企画・開発・製造及び販売
共同開発及び受託開発
　コネクテッド・ハードウェア（IoT）を中心とした様々なハードウェアに対応するアプリケーションソフトウェア、クラウドサービス・システム、webサービスの共同開発及び受託開発
スタートアップ企業の支援
　ハードウェア並びにソフトウェア開発、ユーザーサポート、物流、展示会対応などの企画・コンサルティングによるハードウェア・スタートアップ企業の支援

## 特筆すべき製品
1/1 DOMINATOR
テレビアニメ『PSYCHO-PASS サイコパス』に登場する、自動変形を行う特殊銃「ドミネーター」を再現した製品。設定資料を参考に製作。電動により「パラライザー」と「エリミネーター」間の自動変形機構を再現。スマートフォン専用アプリとの連携により、顔認識による犯罪係数測定機能なども再現されているスマート・トイ。重量は約750gで部品点数は約1400。2015年7月18日にプロトタイプを公開した際には、韓国語やロシア語による問い合わせもあった。
1/8 タチコマ
テレビアニメ『攻殻機動隊 STAND ALONE COMPLEX』シリーズに登場する多脚戦車#タチコマを再現した、対象年齢15歳以上の製品。製品化に際しては背中のポッドが重くなりがちで、バランス取りが難しかった模様。並列化も実装されており、ネットを介して他のユーザーのタチコマと知識を共有する。

### その他
その他にも3Dプリンタを利用した自転車や、話しかけると変形や点灯を行うデスクライト、プロジェクター搭載の変形するホームロボット、ワイルドミニ四駆をスマホから遠隔操縦可能にする改造キットなど、独創的な製品を幾つも開発している。

## テレビ番組
- 日経スペシャル カンブリア宮殿 百戦錬磨ゲスト×ものづくり新世代 ものづくり若武者スペシャル ～造り方を変えろ！世界を変えろ！90分拡大版～（2014年1月9日、テレビ東京）[13]